# Federation Tower
Federation Tower er en skyskraber der er under opførelse i Moskva, Rusland. Den er designet til at blive den højeste bygning i Europa. Federation Tower komplekset består af to tårne. 
- Tårn A, designet til at blive 95 etager/374 m. højt.
- Tårn B, designet til at blive 63 etager/242 m. højt.

## Tidsplan
Bygningen af tårnene begyndte i 2003 og forventes færdiggjort i 2009.

## Billeder fra byggepladsen
- Tårn B
28. juni 06.
- Tårn B
28. juni 06.
- Tårn B
28. juni 06.

## Eksterne links
Officielle links:
- Official site Arkiveret 7. november 2018 hos  Wayback Machine
- Official developer page Arkiveret 11. oktober 2007 hos  Wayback Machine

Andre links:
- SkyscraperPage database entry Arkiveret 26. august 2005 hos  Wayback Machine
- Emporis database entry Arkiveret 11. marts 2007 hos  Wayback Machine
- Main SkyscraperCity discussion topic (in Russian) Arkiveret 11. marts 2007 hos  Wayback Machine
- English SkyscraperCity discussion topic Arkiveret 20. september 2006 hos  Wayback Machine
- SkyscraperPage discussion topic Arkiveret 30. august 2006 hos  Wayback Machine
- Article about the tower in WorldArchitectureNews.com Arkiveret 20. november 2006 hos  Wayback Machine

55°44′59″N 37°32′14″Ø / 55.74972°N 37.53722°Ø